# Carlo Izzo
Carlo Izzo (Venezia, 19 luglio 1901 – Bologna, 13 agosto 1979) è stato un critico letterario, anglista, traduttore e politico italiano.

## Biografia
Figlio unico di Vincenzo e di Antonietta Lombardo, si laureò nel 1925 in Lingue e Letterature straniere presso la Facoltà di Economia e Commercio dell'Università Ca' Foscari Venezia, con una tesi su Jonathan Swift. Dopo aver insegnato qualche anno a livello liceale, e nelle università di Venezia e Urbino, diventò professore ordinario nel 1958 presso l'Università di Bologna, dove insegnò tutta la vita Lingua e Letteratura inglese.
Pubblicò critiche su diversi giornali (Archivio veneto, Ateneo veneto, Corriere Padano, Il Mattino del popolo, Avanti! e, più spesso sulla Gazzetta del Popolo) e saggi che fecero conoscere la letteratura inglese e americana nell'Italia tra le due guerre e anche dopo.
Fu tra i primi a studiare Ezra Pound, che conobbe e con il quale ebbe una corrispondenza, T.S. Eliot, e W.H. Auden, che gli dedicò una poesia. Nelle sue antologie dimostrò conoscenza e gusto in anticipo sui tempi.
Dal 1937 al 1939 fece il lettore presso l'Università di Copenaghen. Quando tornò in Italia, alla moglie (Lia Ravenna, sposata nel 1929), di origini ebraiche, fu impedito di continuare a insegnare per le leggi razziali. La famiglia (con due figli) si trasferì al Lido di Venezia, temendo la deportazione. Fu anche accusato di antifascismo, ma il questore non volle firmare il mandato di arresto.
Nel 1946 fu Assessore alle Belle Arti, Turismo e Sport nella giunta socialcomunista di Venezia. L'attività politica però non gli impedì di continuare a tradurre (tra gli autori, D.H. Lawrence, Henry Fielding, Henry James, Geoffrey Chaucer, John Milton, Edward Lear, Edgar Allan Poe, Edmund Spenser, Daniel Defoe, Charles Lamb, Liam O'Flaherty, Archibald Joseph Cronin, John Gay, Dylan Thomas, Oscar Wilde ecc.).
Divenuto professore ebbe rapporti contrastati con la generazione a lui precedente (per esempio Mario Praz), ma buoni con quella successiva (per esempio Agostino Lombardo, Gabriele Baldini, Salvatore Rosati, Bianca Maria Tedeschini Lalli o Gianni Celati). Fu consulente di Giulio de Angelis (con Claudio Cambon e Giorgio Melchiori) per la traduzione dell'Ulisse di James Joyce. Fece conoscere anche la critica di Leslie Fiedler e introdusse anche alcune opere di Elinor Wylie, Charles Brockden Brown, Robert Graves, Sinclair Lewis, Edwin Muir ecc.

## Opere
- Leggenda minore, Milano: Perinetti Casoni, 1945 (romanzo)
- Poesia americana contemporanea e poesia negra, Parma: Guanda, 1949
- Poesia inglese contemporanea da Thomas Hardy agli apocalittici, Parma: Guanda, 1950, 1955
- Nuovissima poesia americana e negra, Parma: Guanda, 1953
- Autobiografismo di Charles Dickens, Venezia: Neri Pozza, 1954
- Un metafisico della narrazione: Nathaniel Hawthorne, Roma: Edizioni di storia e letteratura, 1955
- Storia della letteratura nord-americana, Milano: Accademia, 1957, 1967
- Dalla saga di Beowulf a Hemingway. Antologia di scrittori di lingua inglese, Torino: Loescher, 1958, 1961
- Le più belle pagine della letteratura nord-americana, Milano: Accademia, 1959
- Storia della letteratura inglese dalle origini ai nostri giorni, Milano: Accademia, vol. I, 1961; vol. II, 1963; n. ed. Firenze 1968
- Un poeta d'amore nell'America ottocentesca, Bologna: Tipografia Compositori, 1962
- Racconti dei negri d'America, Milano: Accademia, 1962
- Spettri di New Orleans, Milano: Accademia, 1962
- Umoristi inglesi, Torino: ERI, 1962
- Blues e spirituals. Poesie anonime e d'autore dei negri d'America, Milano: Accademia, 1963
- Poesia americana del '900, Parma: Guanda, 1963
- Poesia negro-americana, Milano: Accademia, 1963
- Civiltà americana, 2 voll., Roma: Edizioni di storia e letteratura, 1967
- L'inglese nel nostro secolo. Grammatica inglese (con Vanna Gentili), Messina-Firenze: D'Anna, 1967
- Poesia inglese del '900, Parma: Guanda, 1967
- Civiltà britannica, 2 voll., Roma: Edizioni di storia e letteratura, 1970
- Poesia americana 1850-1950, 2 voll., Milano: Garzanti, 1971
- Lettere a Giovanna Bemporad 1940-1943, Milano: Archivio Dedalus, 2013